# 明神山 (愛知県新城市・東栄町)
明神山（みょうじんさん）は、愛知県北設楽郡東栄町と新城市の境界にある標高1016mの山。三ツ瀬明神山とも呼ばれる。

## 概要
木曽山脈の南端に位置し、この山を含む周辺にある山々は、「設楽山地」と呼ばれている。その中で明神山は、主峰である。
山の地形は急峻で、稜線上は岩場・やせ尾根・鎖場が続く。山頂には鉄骨製の展望台があり、360度の展望が開ける。
南側の山麓には、鳳来湖がある。
一般的な登山道としては、北側山麓の柿野からの登山道、三ツ瀬からの登山道、南側山麓の乳岩峡からの登山道がある。乳岩峡にある乳岩は標高約670mの岩山で、乳岩峡一帯は国指定の天然記念物になっている。また、乳岩登山道の途中には「鬼岩」という岩場があり、ロッククライミングのクライマーが多く集まる。

## 名称の由来
三ツ瀬からの信仰登山が行われていたことによる。

## 写真集

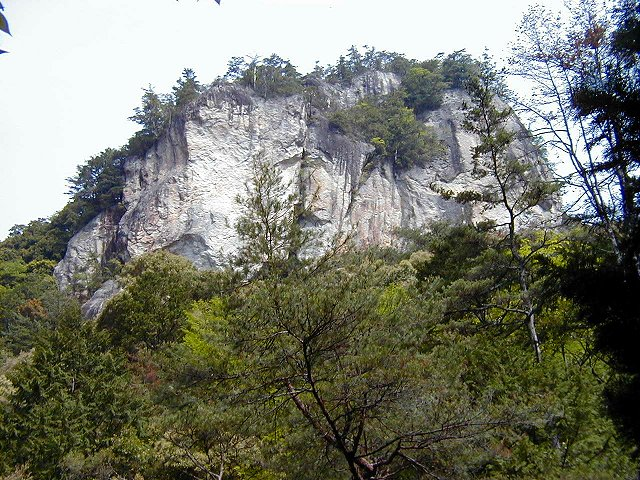
乳岩
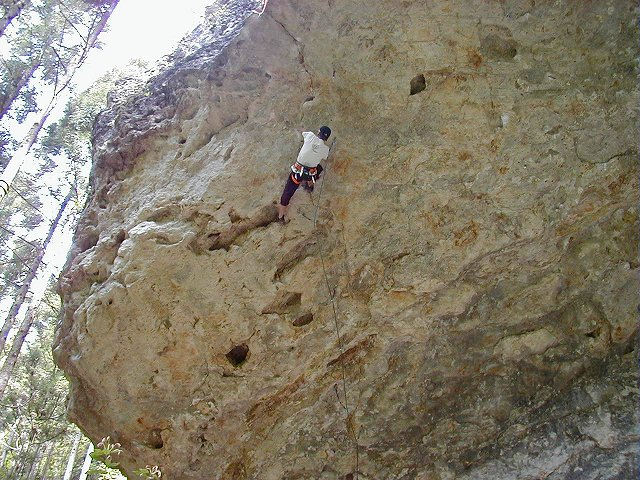
鬼岩・ハイカラ岩